# 戒色吧
戒色吧是百度貼吧的一個吧，2003年建立，因吧内關於自慰和色情的爭議性言論而引發關注，至2021年有640萬吧友。

## 成員
戒色吧将自己界定为一个“公益性组织”，自称“屌丝的改造地”、“中国精英人才和男神的出产地”，成員以男性青少年為主，學生占多數，絕大部分成員曾有頻繁自慰習慣並篤信 「手淫有害觀」，在戒色吧內一張769人填寫的問卷中，「瀏覽黃色網頁和錄影」是最多人選擇的自慰誘因，一共643票，往下分別為「性幻想」（458票）、「個人獨處時」（437票）「看見性感女性」（218票）和「壓力比較大時」（168票）。他們互称“师兄”、“戒友”，经常在吧内散发诸如“邪淫的恶果”、“万恶淫为首”的内容，屢次“戒色打卡”不久就難以自持而“破戒”再從頭開始打卡的人被称为“戒油子”，在吧里最受嫌棄。部分吧友會在线下舉行聚會，甚至發傳單、張貼小廣告、開發“打卡App”，也因此被網民罵為“戒色狗”。

## 主張
戒色吧的“戒色”指戒除自慰、性幻想、婚前性行為等被該吧吧友归类为“邪淫”的行為，戒色吧吧友认为“邪淫”是生活不顺及健康變差的重要原因，认为戒除不良性行為是“实现远大理想的基础”，提倡“婚前禁欲，婚后节欲，修心养性，修身养生，励志向上”。戒色吧的精品區裡有大量關於“戒色”的文章，包括方法總結、成功故事、懺悔案例等，通過這些戒色文章和吧規以及戒色吧元老“飞翔”所写的“戒色教材”《戒为良药》，戒色吧吧友構建了「戒色系統論」。這一理論的基石是「手淫有害論」，並通過中醫學的「腎精」概念，中國傳統性文化中的「節慾主張」以及佛教中淫惡抵制的理念等五個方面進行支撐。他們將「邪淫」比喻為毒品，將手淫行為比喻為「吸毒」，要求成員們遠離任何能觸發性慾的色情源，通過全面的生活方式變革達到遠離色情的目的。最後通過戒色改造個人性格缺陷、改變消極人生態度，達到「重建生命」的層次。主張難以控制欲望時，就找一棵粗壯的大樹抱著“吸收樹木生物場發出的能量”，称之为“樹療”。以及通過想像心中的女神“皮肉下不過是白骨”，想的越可怕“欲望火苗熄滅得越快”。甚至通過看極易引發不適的圖片來“消除自身對欲望的貪念”。

## 評論
丁香醫生認為戒色吧提倡的更像是“做出改变、规律生活”的第一步，至少在教人积极向上，将精力投入工作和学习中，“与其说戒色是一场自愿修行，不如说这里是一个压力缓冲区”。同時也認為戒色吧宣揚的部分觀點違反科學常識，並將其歸因於性教育的缺乏。
學者刘春成和陈冕認為，戒色吧之所以受歡迎，除了是因為中國大陸的性教育並不普及外，還因為受眾受到了民族保守主義和中國傳統思想的影響。
學者何竞祺認為，戒色吧成员呈现出对正统健康知识的质疑与抵抗，借用网络采取了一种“知识盗猎”的方式谋求戒色知识建构行动的正当性。
反对戒色吧的“戒色论坛”创始人兼版主“汉军威武”認為戒色的本质是回归良好生活状态，戒色吧把“戒色”理解成戒除自慰或性幻想是片面和狭隘的，他还认为戒色吧的一些错误理念很可能致使吧友患上强迫症、焦虑症等心理疾病。
《南方日報》認為戒色吧提倡的是“打着科学旗号实则胡说八道”的偽科學。